# Nena Daconte
Nena Daconte és el sobrenom del projecte musical de la cantant i compositora espanyola Mai Meneses (Madrid, 4 de gener de 1978). El nom del grup va ser pres del personatge femení del conte "El rastro de tu sangre en la nieve", de Gabriel García Márquez.

## Història
Mai Meneses (líder del grup, veu i compositora) va fundar el grup Nena Daconte a Barcelona l'any 2005 junt amb el músic Kim Fanlo (guitarrista i arranjador). El 2010, i després de dos àlbums, se separen artísticament i Mai Meneses continua en solitari amb Nena Daconte. Amb anterioritat a la creació de Nena Daconte, Mai Meneses va participar en la segona edició del popular concurs de televisió Operación Triunfo.
El nom del grup prové d'un personatge del conte El rastro de tu sangre en la nieve, un dels relats curts que pertany al llibre Doce cuentos peregrinos, escrit per l'autor colombià i Premi Nobel de literatura el 1982, Gabriel García Márquez.

## Discografia

### He perdido los zapatos(2006)

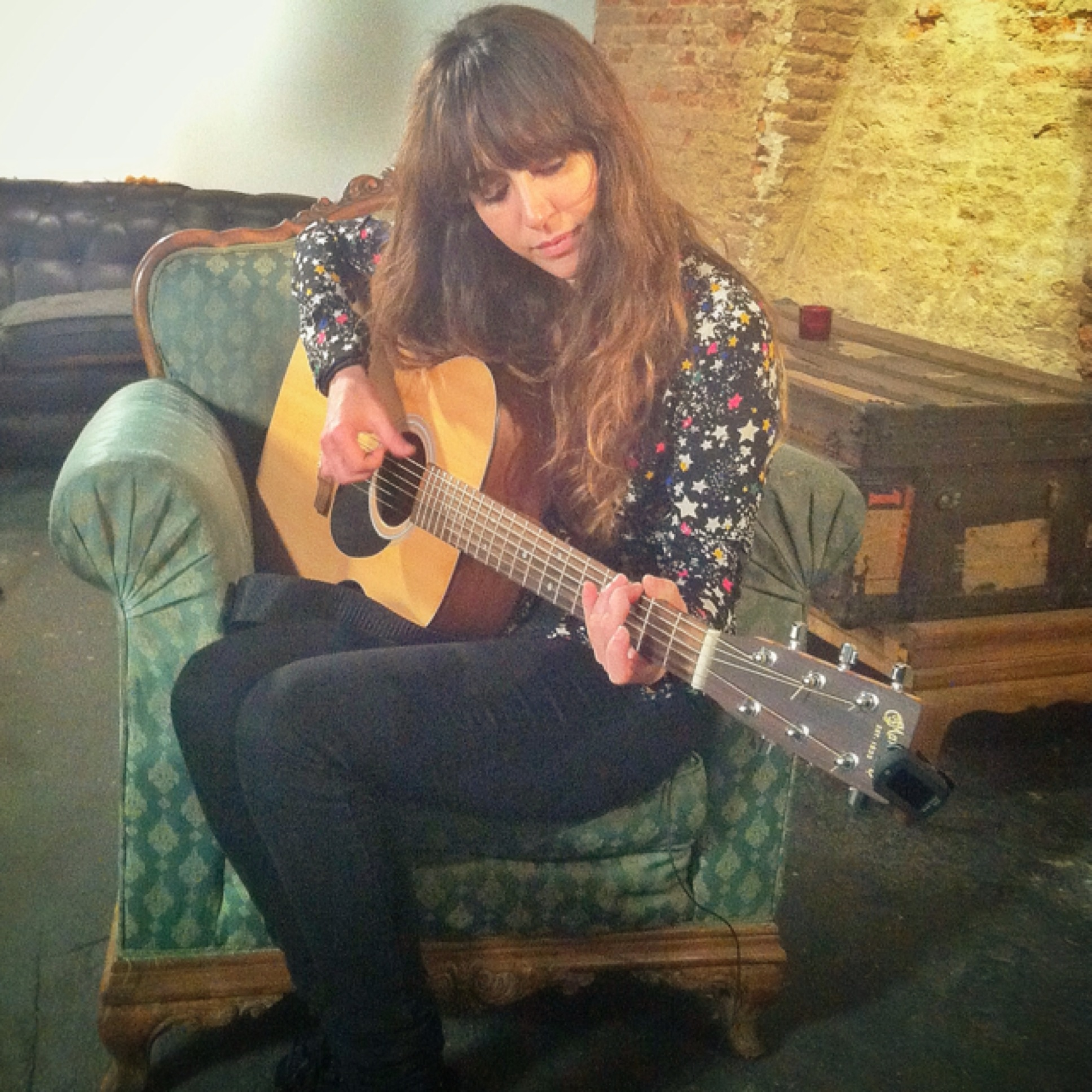
Nena Daconte (Madrid 2013)

El primer àlbum de Nena Daconte porta per títol He perdido los zapatos i va ser autoeditat per Daconte Music, el seu propi segell discogràfic. Després, Nena Daconte va firmar amb la discogràfica Universal Music Spain, sortint l'àlbum a la venda a Espanya el 27 de març de 2006. La música i lletra del disc estan escrites per Mai Meneses, i es basen en composicions seves escrites en anys anteriors.
Idiota va ser el primer single promocional del disc. Es tracta d'una cançó sòbria que trencava amb el so que impregnava al mercat musical espanyol del moment. A l'edició d'Universal Music Spain s'inclou un remix d'"Idiota" produït per Carlos Jean i masteritzat a Nova York.
El segon single es va titular En qué estrella estará i va ser escollit com la cançó oficial de la Volta ciclista a Espanya 2006. Per a l'ocasió, Nena Daconte va gravar un videoclip amb l'actor espanyol de Hollywood Antonio Banderas.
A l'Octubre de 2006, En qué estrella estará es converteix en el primer número 1 de Nena Daconte als 40 Principales, repetint aquesta posició durant cinc setmanes no consecutives.
Al cap de poc, He perdido los zapatos es va convertir en Disc d'Or a Espanya.
L'any 2006 i gràcies a l'èxit de He perdido los zapatos, Nena Daconte va rebre el Premio Ondas com a artista revelació.
Aquest mateix any, Nena Daconte van ser nominats per als premis MTV European Music Awards sota la categoria Spanish Act i per als Premios 40 Principales com a grup revelació, i com a millor videoclip per Idiota (remix), realitzat per Marc Lozano.
El 2007, Nena Daconte llança una edició de luxe de He perdido los zapatos, que incloïa com a bonus tracks versions acústiques de Engáñame a mí también i Pierdo el tiempo, així com una versió del tema de Bob Dylan (que va popularitzar Manfred Man) The Mighty Quinn, cançó que va ser escollida com a sintonia de l'anunci de Codorníu el 2007. A part del CD musical, també es va incloure un DVD amb videoclips, reportatges, fotografies i entrevistes inèdites.

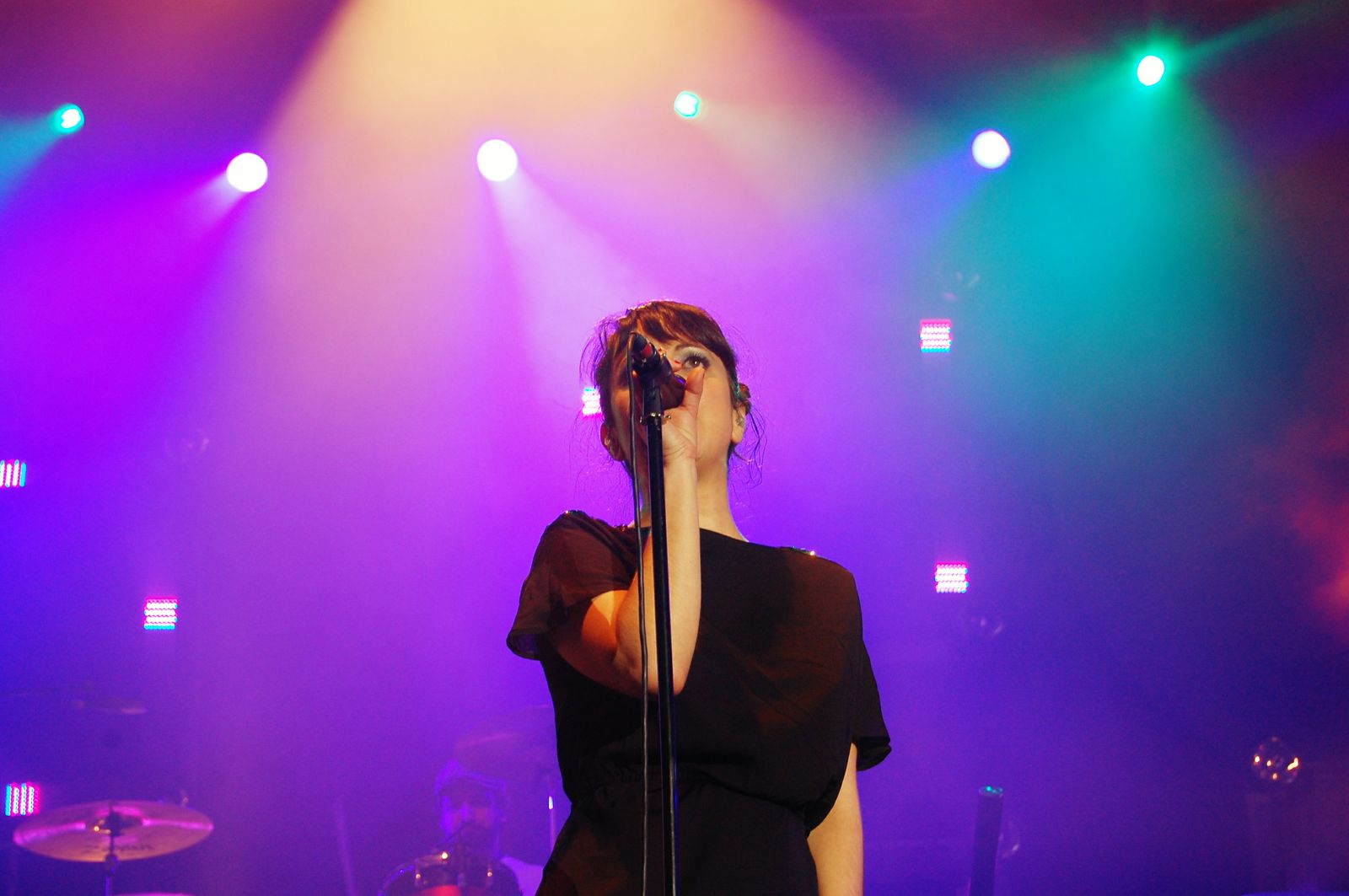
Moment del concert final de la gira Retales de carnaval

#### Nominacions i premis
- Nominats als premis MTV European Music Awards 2006 sota la categoria Spanish Act.
- Nominats als premis 40 Principales de l'Any (de 40 Principales) com a Grup Revelació i Millor Videoclip per Idiota (remix)
- Nena Daconte obté el Premi ONDAS a l'artista revelació de l'any.
- Nena Daconte obté el Premi Principales a la categoria de grup revelació.
- He perdido los zapatos es converteix en Disc d'or.[10]
- El tema The mighty Quinn va ser la cançó utilitzada per a l'spot publicitari de Codorníu (2007).
- 2 Premis de la Música com a Autora revelació i Millor cançó ambdues per En que estrella estará.

### Retales de carnaval(2008)

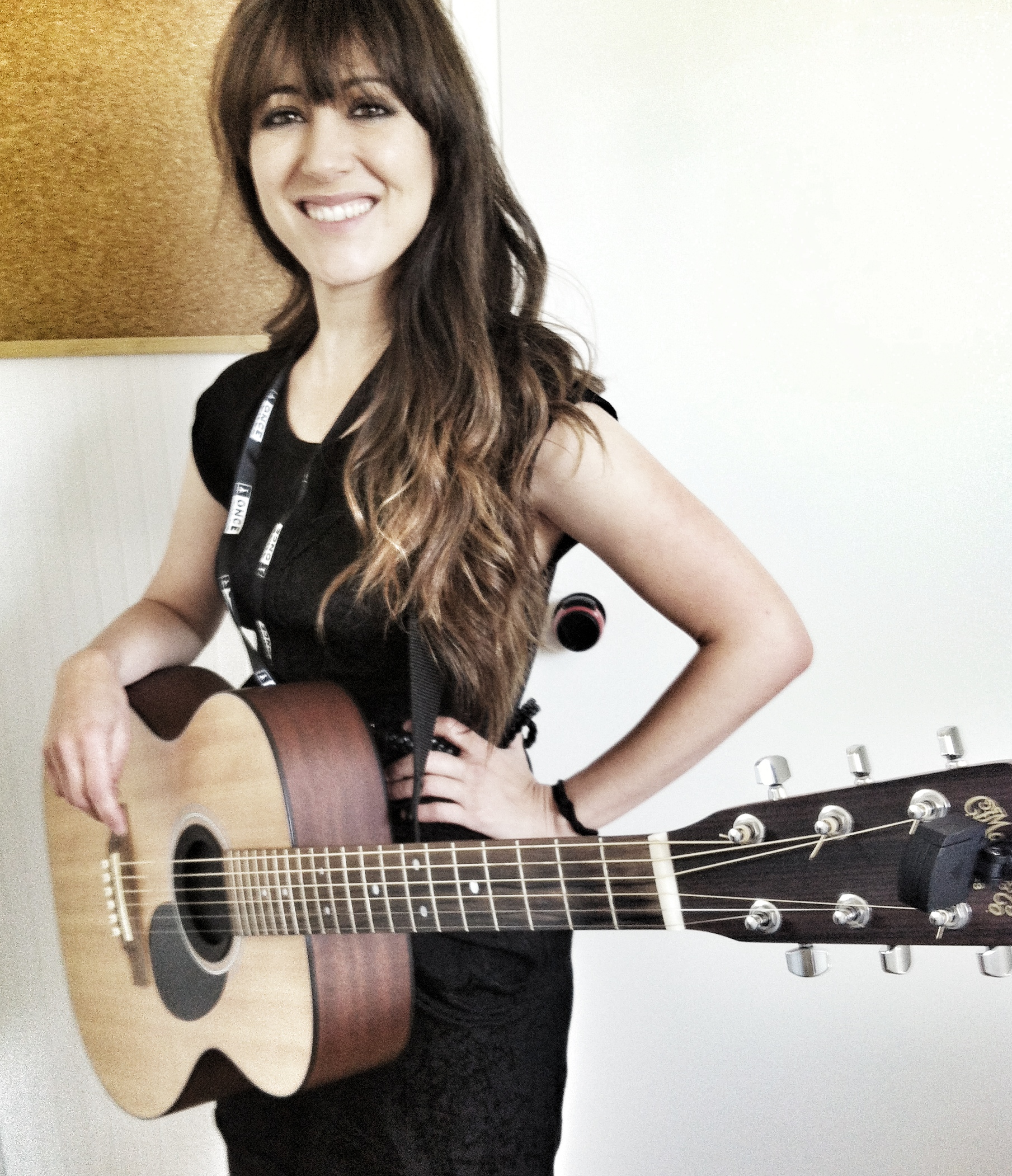
Nena Daconte (backstage Madrid 2013)

Retales de carnaval és el segon disc de Nena Daconte i va sortir a la venda el 30 de setembre de 2008, dos anys després del seu àlbum debut. En paraules de Mai, "amb això de retalls ens referim al que queda després d'una gran festa. I el carnaval simbolitza la vida, i aquests dos anys, a nivell professional, han sigut com passar per una gran festa".
La composició, tant de totes les melodies com de les lletres de les cançons, va tornar a estar a càrrec de Mai.
Tenía tanto que darte va ser el primer single de l'àlbum, estrenat primer a les ràdios espanyoles i posteriorment posat a la venda en format digital el 12 de setembre de 2008. El 8 de novembre de 2008 Tenía tanto que darte va assolir el número 1 de la llista dels 40 Principals durant dues setmanes. Per al videoclip de la cançó, Nena Daconte va treballar de nou amb el realitzador Marc Lozano sota la producció de Nanouk Films.
Després de l'èxit aconseguit per Tenía tanto que darte, el segon single publicat va ser El Aleph, títol inspirat en l'obra que porta el mateix nom escrita pel dramaturg argentí Jorge Luis Borges el 1949.
El 26 de Febrer es va estrenar el videoclip de El Aleph, dirigit pel director de cinema Juan Antonio Bayona i filmat a Ciutat Meridiana (Barcelona).
El tercer senzill publicat va ser la cançó Ay! Amor que va enllaçar amb la col·laboració de Nena Daconte amb l'artista argentí Coti a Perdoname, segon single del seu àlbum Malditas canciones.
Al llarg de l'any, l'àlbum Retales de carnaval es converteix en Disc de Platí.

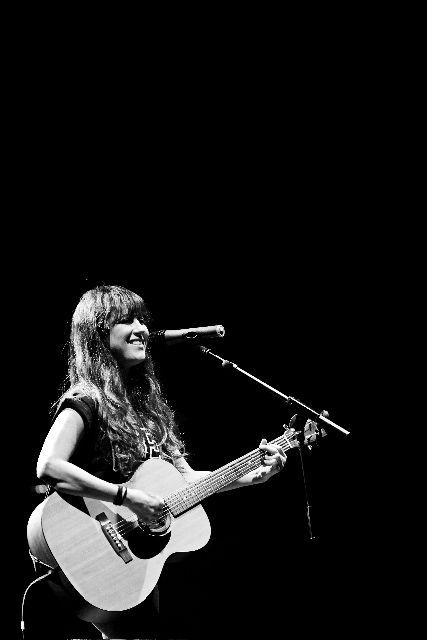
Nena Daconte (Primavera Pop 2013)

#### Nominacions i premis
- Nominats als Premis Principales 2008 com a Millor grup i Millor videoclip per (Tenía tanto que darte).[18]
- Premi de la Música al Millor video musical per Tenía tanto que darte.
- Retales de carnaval es converteix en Disc de Platí.[19]
- El single Tenía tanto que darte assoleix la posició número 1 de la llista de Los 40 Principales (novembre 2008).[1]

### Una mosca en el cristal(2010)
Una mosca en el cristal és el tercer disc de Nena Daconte, produït el 2010 per l'excomponent del grup Tequila, Alejo Stivel. És el primer disc d'ençà que Mai Meneses continués amb el projecte de Nena Daconte en solitari.
Nena Daconte va tornar a Los 40 Principales a l'octubre de 2010 amb No te invité a dormir, el seu primer single del tercer àlbum. Al febrer de 2011, apareix el seu segon senzill, Perdida.
Amb posterioritat, al setembre de 2011, es presenta el vídeo de El halcón que vive en mi cabeza, realitzat a Barcelona per David Ruano. L'últim vídeo realitzat per al disc va ser Son niños.
Amb el tercer disc, Nena Daconte va realitzar una gira acústica per Espanya anomenada "Nena Daconte Club", recreant un entorn més íntim i proper al seu públic.
Durant aquest mateix període, Nena Daconte participa en el disc homenatge a Antonio Vega El alpinista de los sueños, interpretant el tema Tesoros junt al cantant mallorquí L.A.
Ja el 2012, Nena Daconte posa lletra i veu a Pero si tú no estás, tema principal de la banda sonora de la sèrie La Fuga, protagonitzada per María Valverde i Aitor Luna.

## Membres
- Mai Meneses: Veu solista i compositora

## Senzills
| Any  | Tema                            | Observacions              |
| ---- | ------------------------------- | ------------------------- |
| 2005 | Idiota                          | Número 25 - 40 Principals |
| 2006 | En que estrella estará          | Número 1 - 40 Principals  |
| 2007 | Marta                           | Número 20 - 40 Principals |
| 2008 | Tenía tanto que darte           | Número 1 - 40 Principals  |
| 2009 | El Aleph                        | Número 5 - 40 Principals  |
| 2009 | Ay! amor                        | Número 18 - 40 Principals |
| 2009 | Perdoname (con Coti)            | Número 20 - 40 Principals |
| 2010 | No te invité a dormir           | Número 17 - 40 Principals |
| 2010 | Perdida                         | Número 30 - 40 Principals |
| 2011 | Son niños                       |                           |
| 2011 | El halcón que vive en mi cabeza |                           |
| 2011 | Pero si tú no estás             | La fuga                   |
| 2012 | Pero si tú no estás             | Banda sonora de La fuga   |
| 2013 | Disparé                         | Número 21 - 40 Principals |
| 2013 | Voy a tumbarme al Sol           |                           |
| 2018 | Amanecí                         |                           |
| 2018 | Mi mala suerte                  |                           |
| 2018 | La Llama                        |                           |